# EDIWHEEL

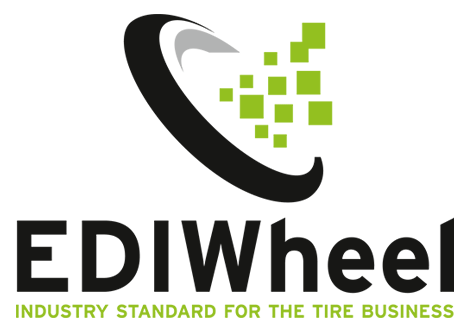

Der EDIWHEEL-Standard (engl. Electronic Data Interchange und Wheel = „Rad“) wurde als Branchenstandard für den Reifenhandel entwickelt. In einer Zusammenarbeit zwischen Händlern, Software-Herstellern und der Reifenindustrie wurden zuerst auf Basis des EANCOM-Subsets die spezifischen Anforderungen für die Prozesse von der Bestandsabfrage über die Bestellung bis hin zur Rechnungstellung analysiert und in EDI-Prozessen dokumentiert. EDIWHEEL umfasst zusätzlich zu den klassischen asynchronen EDI-Prozessen auf EDIFACT-Basis auch synchrone System-zu-System-Prozesse, die über verschiedene Kommunikationswege bis hin zu XML über HTTP abgewickelt werden können.

## Einsatzgebiet
Der EDIWHEEL-Standard wird in der Reifenindustrie für Geschäftsprozesse zwischen Reifenhandel und der -industrie genutzt. Der Standard wird von vielen Reifenherstellern unterstützt. Voraussetzung auf Seiten des Reifenhandels ist eine der zahlreichen Warenwirtschafts-Software, die den Standard unterstützt.

## Entwicklung
Die Arbeiten an dem Standard wurden in einem Arbeitskreis erstmals 1999 auf Initiative des BRV (Bundesverband des Vulkanisierungsbetriebe) und des wdk (Wirtschaftsverband der deutschen Kautschukindustrie) aufgenommen.